# Alyssum caespitosum
Alyssum caespitosum är en korsblommig växtart som beskrevs av Julius Baumgartner. Alyssum caespitosum ingår i släktet stenörter, och familjen korsblommiga växter. Inga underarter finns listade i Catalogue of Life.